# سودالین مارینوف
سودالین مارینوف (بلغاری: Севдалин Маринов؛ زادهٔ ۱۱ ژوئن ۱۹۶۸) وزنه‌بردار اهل بلغارستان بود.
وی در مسابقات کشوری و بین‌المللی در مجموع برندهٔ ۱۵ مدال طلا، ۳ مدال نقره، ۱ مدال برنز شده‌است.